# Ferrovia de alta velocidade Berlim–Munique
A ferrovia de alta velocidade Berlim–Munique é uma linha ferroviária de 623 km entre as cidades alemãs de Berlim, Nurembergue, Erfurt, Leipzig e Munique. A linha foi planejada pela primeira vez em 1991 como parte do "Projeto de Transportes para a Unidade Alemã" - um plano para conectar a infraestrutura da Alemanha Ocidental e Oriental após a reunificação. A ferrovia foi aberta em 10 de dezembro de 2017 e no primeiro ano, cerca de 2 milhões de pessoas viajaram por essa rota, excedendo as previsões da companhia ferroviária Deutsche Bahn.
A nova linha reduziu o tempo de viagem entre Berlim e Munique de 6 horas para 3 horas e 55 minutos.
A construção começou em 1996 e custou cerca de 10 bilhões de euros, tornando-se o projeto de transporte mais caro da Alemanha desde a reunificação. A linha atravessa a Floresta da Turíngia e exigiu a construção de 22 túneis e 29 pontes.